# Mario Gallo (regista)
Mario Gallo (Barletta, 31 luglio 1878 – Buenos Aires, 1945) è stato un regista cinematografico italiano naturalizzato argentino.

## Biografia
Nato a Barletta, arriva in Argentina probabilmente nel 1905. Direttore di coro, pianista di caffè-concerto, inizia la sua carriera da regista nel 1908 con El fusilamiento de Dorrego, film di impianto storico che viene considerato il primo film di fiction argentino.
Nel 1919 cambia genere, e dirige tre film operistici (Tosca, I pagliacci e Cavalleria rusticana), che, durante la proiezione, sono accompagnati da musiche originali dal vivo con i cantanti piazzati dietro lo schermo.
Muore a Buenos Aires nel 1945.
In suo onore è stata istituita la "Giornata Nazionale del Cinema Argentino", che si tiene il 23 maggio di ogni anno

## Filmografia
Regista
- Plazas y paseos de Buenos Aires (1907)
- El fusilamiento de Dorrego (1908)
- Camila O'Gorman (1909)
- Muerte civil (1910)
- La creación del himno (1910)
- Güemes y sus gauchos (1910)
- La Revolución de Mayo  (1910)
- La batalla de San Lorenzo (1912)
- Batalla de Maipú (1912)
- Tierra baja  (1912)
- Batalla de Maipú (1912)
- Juan Moreira (1913)
- En un día de gloria (1918)
- En buena ley (1919)

Produttore
- El fusilamiento de Dorrego (1908)